# Viện Nghệ thuật biểu diễn Quốc gia Nga
Viện Nghệ thuật biểu diễn Quốc gia Nga (tiếng Nga: Российский государственный институт сценических искусств), trước đây gọi là Học viện Nghệ thuật Sân khấu St Petersburg hay Học viện Sân khấu, Âm nhạc và Điện ảnh Quốc gia Leningrad (viết tắt: LGITMiK), là một trường sân khấu ở Saint Petersburg.
Đây là trường sân khấu nhà nước lâu đời nhất của Nga, được thành lập vào năm 1779 và đã sáp nhập nhiều trường khác trong suốt lịch sử, bao gồm Viện Sân khấu Ostrovsky Leningrad và Viện Lịch sử Nghệ thuật Leningrad.

## Lịch sử
Ban đầu đây là trường Đại học được thành lập vào năm 1779 tại Nhà hát Hoàng đế ở St Petersburg, và là trường sân khấu lâu đời nhất ở Nga. Trong suốt chiều dài lịch sử, Viện đã được tái tổ chức và đổi tên nhiều lần.
Trường Diễn xuất được sáp nhập vào năm 1961, và vào năm 1962, sáp nhập thêm Viện Sân khấu Ostrovsky Leningrad (được đặt theo tên AN Ostrovsky và còn được gọi là Viện Sân khấu Nhà nước AN Ostrovsky Leningrad) và Viện Lịch sử Nghệ thuật Leningrad thành Viện Sân khấu, Âm nhạc và Điện ảnh Leningrad (LGITMiK). Viện nghiên cứu trước đây đã bị tước quyền tự chủ và trở thành một khoa của viện mới.
Năm 1993, trường được đổi tên thành Học viện Nghệ thuật Sân khấu Quốc gia St. Petersburg. Bản dịch tiếng Anh của các tên trước đây rất đa dạng, bao gồm Học viện Nghệ thuật Sân khấu St Petersburg (St Petersburg Theatre Arts Academy), Học viện Nghệ thuật Sân khấu Quốc gia St Petersburg (St Petersburg State Theatre Arts Academy), Học viện Nghệ thuật Sân khấu St Petersburg (St Petersburg Academy of Theatre Arts), Đại học Sân khấu St Petersburg (St Petersburg Theatre College), và Viện Sân khấu Leningrad (Leningrad Theatre Institute).

## Cựu nhân viên và cựu sinh viên

### Nga
- Alexander Meiselman (1900–1938), dạy lịch sử sân khấu cho đến khi bị bắt vào năm 1937
- Anatoly Altschuller (1922–1996) là một nhà sử học sân khấu. Ông theo học tại Học viện Sân khấu Ostrovsky sau Thế chiến II và tốt nghiệp năm 1948, trở về làm nghiên cứu viên năm 1954.[10]
- Edward Rozinsky, đạo diễn sân khấu, biên đạo múa, nhà viết kịch và chuyên gia sân khấu hình thể, đã dạy kịch câm và diễn xuất tại Học viện Sân khấu, Âm nhạc và Điện ảnh Leningrad trước khi chuyển đến Hoa Kỳ.[11]
- Zara (1983- ) ca sĩ, học viên trước 2004.

### Việt Nam
- Mai Ngọc Căn (1940–2022), diễn viên, đạo diễn, cán bộ Cục Nghệ thuật biểu diễn Việt Nam, học viên từ 1970 đến 1977.[12][13]
- Trần Trí Trắc (1943–2024), nhà nghiên cứu lý luận phê bình sân khấu, biên kịch sân khấu, học viên từ 1973 đến 1979.[14]
- Nguyễn Lân Tuất (1935–2014), nhà soạn nhạc, nhà nghiên cứu âm nhạc, nghiên cứu sinh trước năm 1984.